# Arhopala etuna
Arhopala etuna är en fjärilsart som beskrevs av Corbet 1941. Arhopala etuna ingår i släktet Arhopala och familjen juvelvingar. Inga underarter finns listade i Catalogue of Life.